# Coua
Coua là một chi chim trong họ Cuculidae.

## Các loài
- Chi này có 9 loài sinh tồn, 1 loài tuyệt chủng gần đây
- Coua mào, Coua cristata
- Coua Verreaux, Coua verreauxi
- Coua xanh, Coua caerulea
- Coua chỏm đầu đỏ, Coua ruficeps
- Coua trán đỏ, Coua reynaudii
- Coua Coquerel, Coua coquereli
- Coua chạy, Coua cursor
- Coua lớn, Coua gigas
- Coua Delalande hay Coua ăn sên, Coua delalandei - tuyệt chủng
- Coua ngực đỏ, Coua serriana

## Hình ảnh

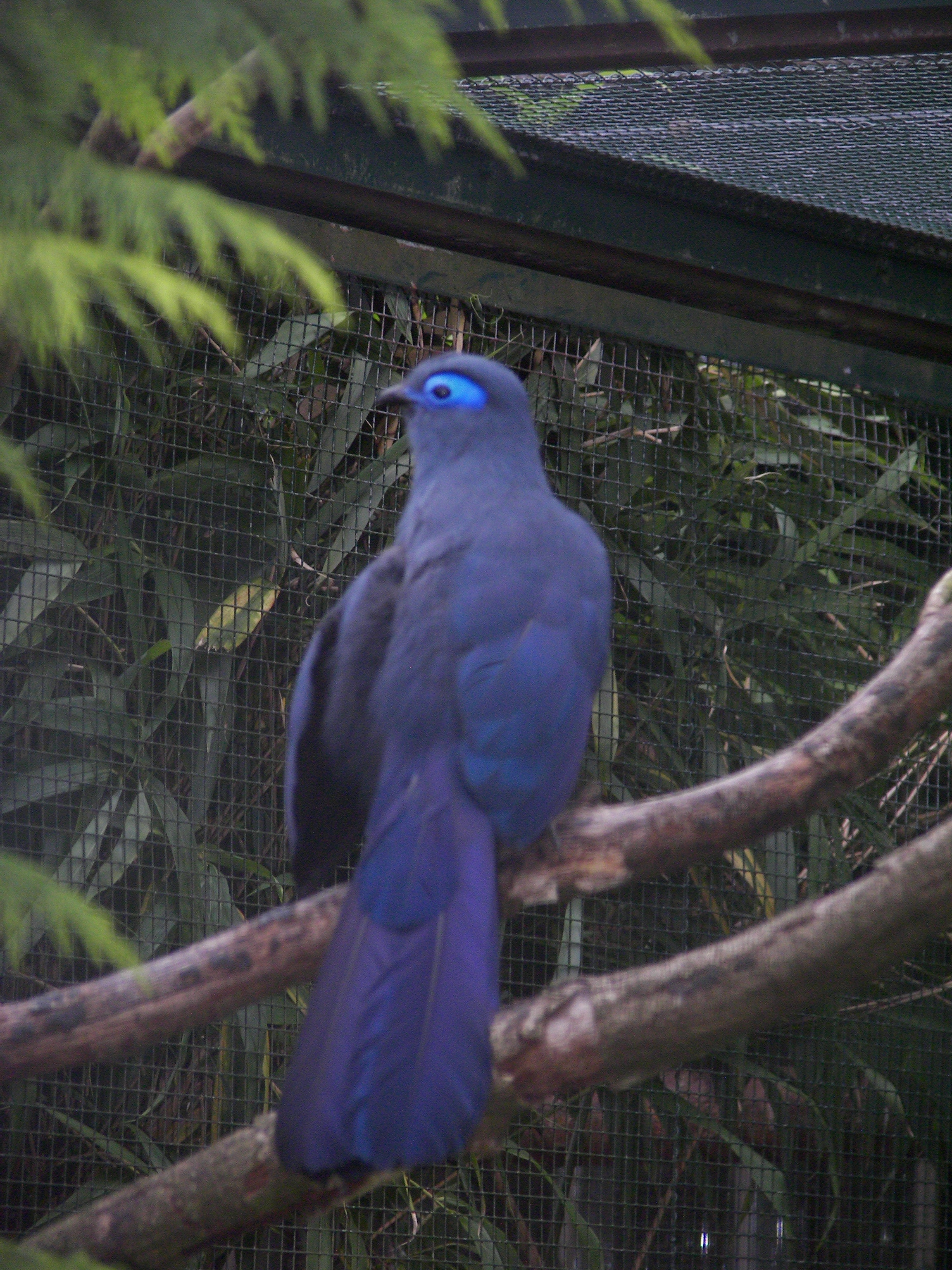
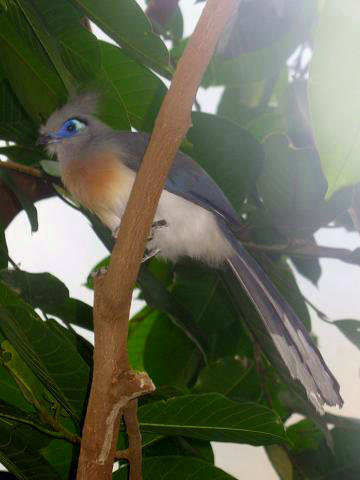
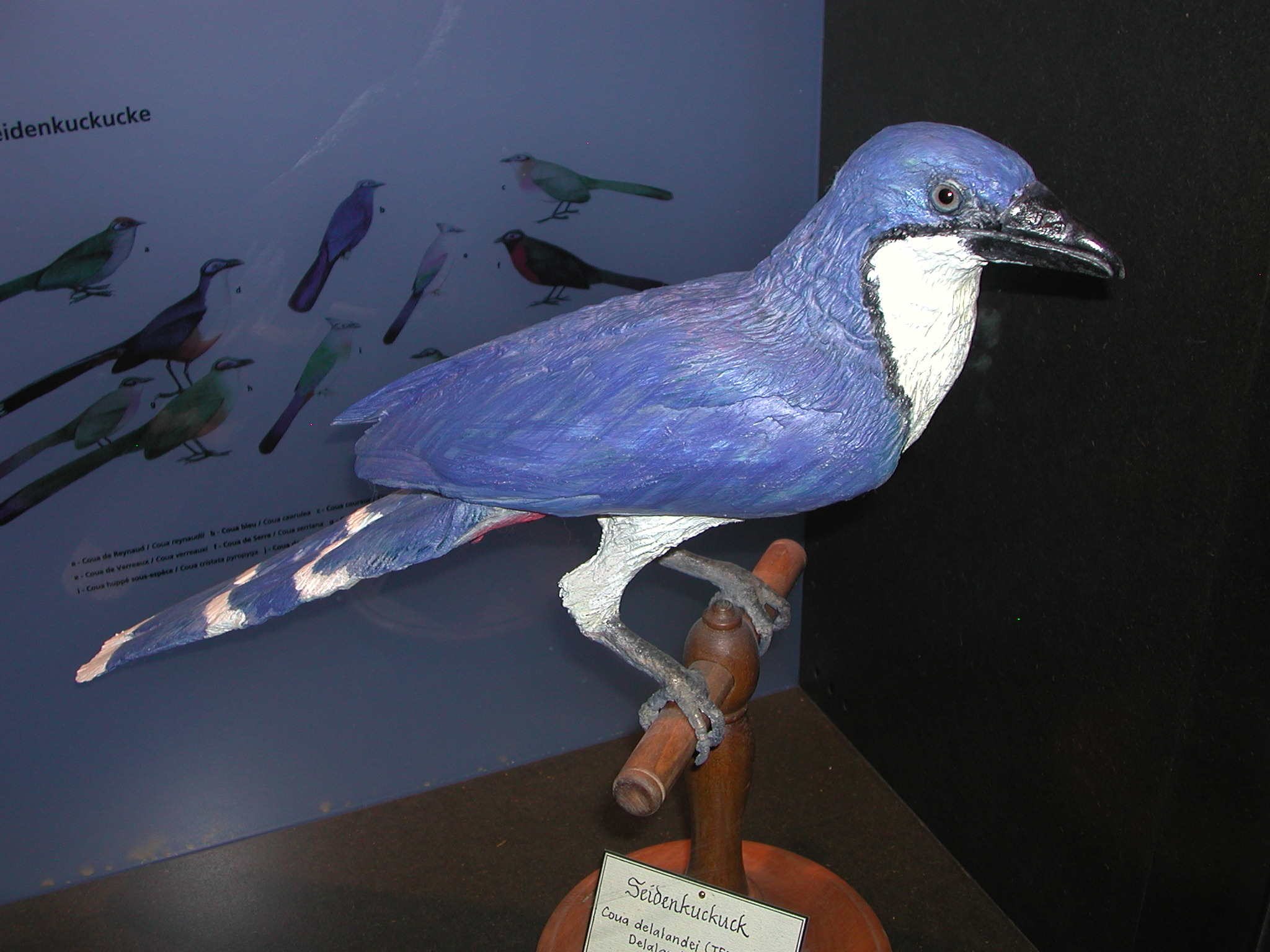